# Montellà i Martinet
Montellà i Martinet település Spanyolországban, Lleida tartományban. Montellà i Martinet Lles de Cerdanya, Prullans, Bellver de Cerdanya, Gisclareny, Bagà, Cava, El Pont de Bar és Josa i Tuixén községekkel határos. Lakosainak száma 620 fő (2024).

## Népesség
A település népessége az utóbbi években az alábbiak szerint változott:
| Lakosok száma | 515  | 1046 | 758  | 749  | 562  | 535  | 661  | 623  | 579  | 620  |
|               | 1717 | 1887 | 1936 | 1960 | 1986 | 2004 | 2009 | 2014 | 2019 | 2024 |